# Physcia halei
Physcia halei är en lavart som beskrevs av J. W. Thomson. Physcia halei ingår i släktet Physcia och familjen Physciaceae.   Inga underarter finns listade i Catalogue of Life.